# Gustave Aguet
Pour les articles homonymes, voir Aguet.
 (décembre 2014).
Charles-Gustave Aguet, né le 11 août 1852 à Florence et mort le 19 février 1927 à Cannes, est un homme d'affaires suisse.

## Biographie
Fils du banquier Jean-Paul Aguet et de Marie-Louise Monnerat, frère de James Aguet et neveu de Jules Monnerat, il suit ses études à l'Académie de Neuchâtel. 
Il entre à la Banque Wagnière, à Rome, puis dans le groupe Nestlé en 1879. Il implante Nestlé en Angleterre, devient directeur à Londres en 1883 et développe l'entreprise vers l'Europe et l'Amérique.
Il est l'artisan de la fusion de Nestlé avec Anglo-Swiss Condensed Milk Co. en 1905. 
Administrateur de la SA Henri Nestlé à partir de 1899, il est président de Nestlé de 1920 à 1927, succédant à son beau-frère Émile-Louis Roussy.
Il est mécène de la colonie suisse de Londres.
Il est le beau-père d'Alfred Liotard-Vogt.